# Magnus (Gegenkaiser)
Magnus († wohl 235) war ein Usurpator zu Beginn der Regierung des Maximinus Thrax im Jahr 235.
Die nur bei Herodian und in der (in diesem Punkt aber von Herodian abhängigen) Historia Augusta erwähnte Usurpation soll sich unmittelbar nach der Kaisererhebung des Maximinus durch die Rheinlegionen im Frühjahr 235 zugetragen haben. Schon kurz darauf wurde Magnus hingerichtet. Die Identität des Empörers ist unklar, da der Bericht Herodians nur wenig informativ ist und viele Ungereimtheiten enthält. Magnus soll demnach Konsular und Patrizier gewesen sein. Er könnte mit Gaius Petronius Magnus identisch sein, der unter den Severern Praetor war. Diese Vermutung wird dadurch gestützt, dass auf einer Inschrift aus Canusium möglicherweise sein Name eradiert wurde.
Der Münchner Althistoriker Martin Zimmermann hat dafür plädiert, dass der Usurpationsversuch des Magnus vielleicht auch nur eine Erfindung Herodians oder seiner Zuträger gewesen sei, um eine angeblich von Anfang an bestehende Senatsopposition gegen Maximinus zu belegen.